# Hans Heinrich Thyssen-Bornemisza de Kászon

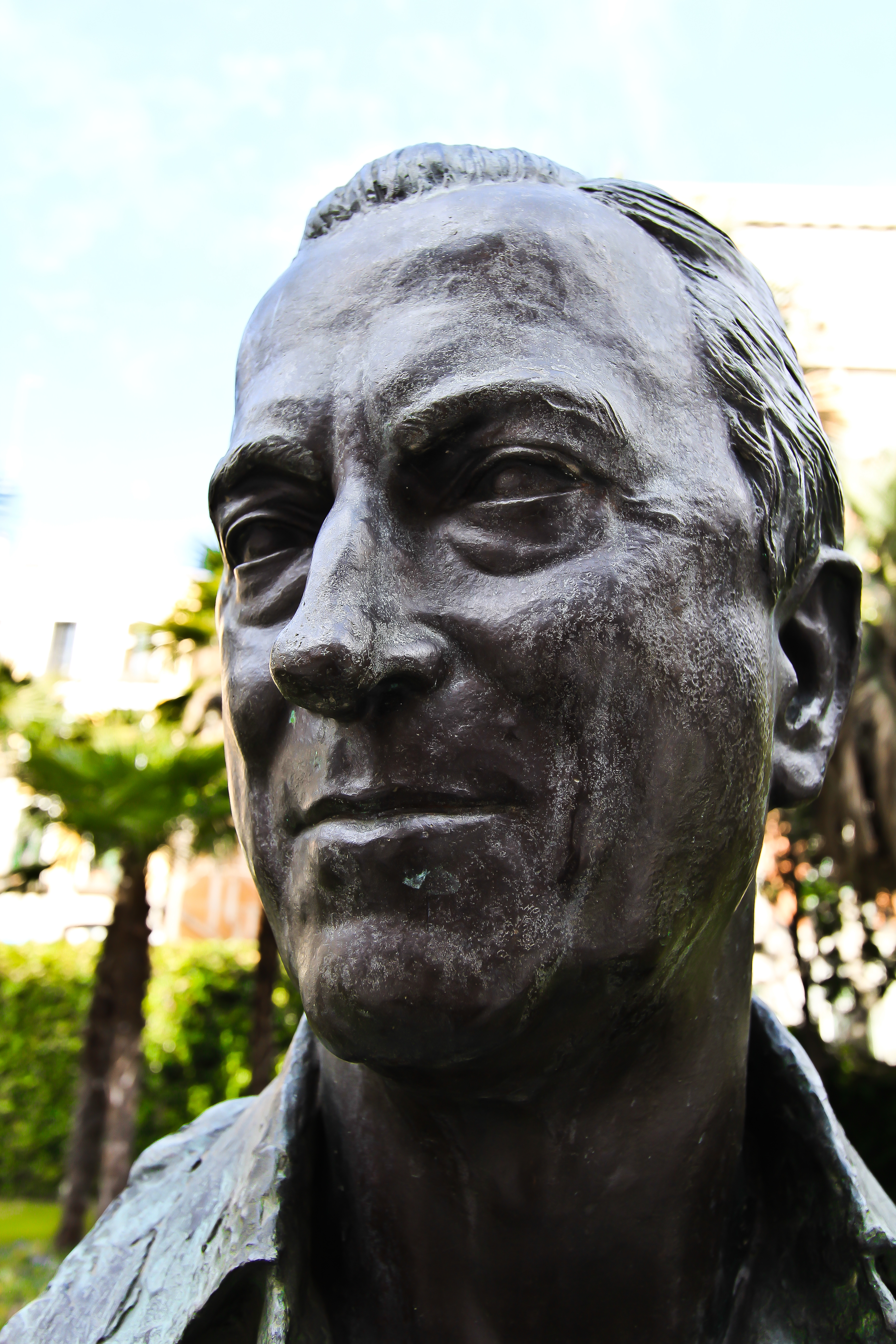
Kopf einer Skulptur Thyssen-Bornemiszas

Hans Heinrich Àgost Gábor Tasso Baron Thyssen-Bornemisza de Kászon (* 13. April 1921 in Scheveningen, Den Haag, Niederlande; † 27. April 2002 in Sant Feliu de Guíxols, Spanien) war ein Schweizer Unternehmer, Industrieller und Kunstsammler aus der Unternehmerfamilie Thyssen.

## Leben

### Herkunft und Bildung
Hans Heinrich „Heini“ Thyssen-Bornemisza de Kászon war ein Enkel des Industriellen August Thyssen (1842–1926), dem Gründer eines Walzwerkes, aus dem sich später mit der Thyssen AG einer der größten Konzerne der damaligen Eisen- und Stahlindustrie entwickelte. Nur dessen Sohn Fritz trat in die Firma ein.
Sein Vater war ein weiterer Sohn August Thyssens, der Industrielle Heinrich Baron Thyssen (1875–1947). Dieser wanderte nach Ungarn aus, wo er die Baronesse Margit Bornemisza de Kászon (1887–1971) heiratete. Heinrich Thyssen ließ sich von seinem Schwiegervater adoptieren und trug so seit 1905 mit königlicher Anerkennung einen ungarischen Adelstitel. Die Ehe wurde geschieden, als der daraus hervorgegangene Hans Heinrich sechs Jahre alt war. Die durch das Massaker von Rechnitz in Verruf geratene Margit von Batthyany war seine ältere Schwester.
Thyssen-Bornemisza studierte von 1940 bis 1945 in Bern und Freiburg im Üechtland Rechts- und Wirtschaftswissenschaften sowie Kunstgeschichte.

### Geschäftliche Aktivitäten und Kunstsammlung

Globalaktie der August Thyssen-Bank AG vom Juni 1955 mit Unterschrift von Hans-Heinrich Thyssen-Bornemisza als Aufsichtsrat

1950 wurde er Staatsbürger der Schweiz und verzichtete auf den Namensbestandteil „Baron“. Von seinem Vater erbte er ein Industrieimperium und eine wertvolle Gemäldesammlung in der Villa Favorita in Castagnola, die er ab 1949 der Öffentlichkeit zugänglich machte. 1950 erhielt er das Silberne Lorbeerblatt. Neben seinen geschäftlichen Aktivitäten (Konzernbeteiligungen, zahlreiche Aufsichtsratsmandate zum Teil als Vorsitzender) widmete er sich immer mehr seiner Gemäldesammlung, die er ständig erweiterte.
In der zweiten Hälfte der 1980er Jahre bemühte sich Hans-Heinrich um die Absiedlung der wertvollen Kunstsammlung aus der Villa Favorita in Lugano in ein öffentliches Museumsgebäude. Trotz der intensiven Bemühungen der britischen Premierministerin Margaret Thatcher, die Sammlung in London anzusiedeln, erhielt letztlich aufgrund des Einflusses von Carmen Thyssen deren Heimat Spanien den Zuschlag. 1993 kaufte der spanische Staat die Sammlung Thyssen-Bornemisza für 350 Millionen US-Dollar. Sie befindet sich nun zum größeren Teil im Museo Thyssen-Bornemisza, einem der inzwischen wichtigsten Museen in Madrid, sowie zu einem kleinen Teil im Kloster von Pedralbes in Barcelona.
Seine letzte Frau bemühte sich, die Kunststiftung aufzulösen und somit die Kontrolle über das Vermögen ihres Ehemannes zu erlangen. Jedoch wurde noch vor dem Tod Hans Heinrich Thyssen-Bornemiszas eine Einigung erzielt, die den Streit um die Kontrolle über die außergewöhnlich reiche Kunstsammlung beendete.

### Persönliches
Schlagzeilen machten Thyssen-Bornemiszas fünf Ehen:
- Zum ersten Mal heiratete er 1946 die Österreicherin Teresa (Prinzessin zur) Lippe-Weißenfeld (1925–2008). Ihr einziges gemeinsames Kind war Georg Heinrich (1950–2022). 1954 folgte die Scheidung.
- Seine zweite Ehefrau wurde 1954 das Fotomodell Nina Dyer (1930–1965). Die Ehe blieb kinderlos und wurde 1956 geschieden.
- 1956 heiratete er das aus Neuseeland stammende britische Model Fiona Frances Elaine Campbell-Walter (* 1932). Die Kinder aus dieser Ehe sind die Kunstsammlerin Francesca Anne Dolores Baronin Thyssen-Bornemisza (* 1958, geschiedene Ehefrau von Karl Habsburg-Lothringen) und  Lorne Johannes Baron Thyssen-Bornemisza (* 1963). Hans Heinrich Thyssen und Fiona Campbell-Walter ließen sich 1965 scheiden.
- Seine vierte Ehefrau wurde 1967 Denise Shorto (* 1942), eine brasilianische Bankierstochter. Aus dieser Ehe stammt der Sohn Wilfrid Alexander (* 1974). 1984 wurde auch diese Ehe geschieden.
- Seine letzte Frau, die spanische ehemalige Schönheitskönigin und Filmdarstellerin Carmen „Tita“ Cervera (* 1943), heiratete er 1985 und adoptierte deren Sohn Borja (* 1980).

Thyssen-Bornemisza lebte in Moreton-in-Marsh (Daylesford House in den Cotswolds) im englischen Gloucestershire. Er starb am 27. April 2002 in Sant Feliu de Guíxols, Spanien, und wurde in der Familiengruft des in Ratingen gelegenen Schlosses Landsberg beigesetzt.

## Film
- Deutsche Dynastien – Die Thyssens. Dokumentarfilm, Deutschland, 2010, 44 Min., Buch und Regie: Julia Melchior und Sebastian Dehnhardt, Produktion: WDR, Reihe: Deutsche Dynastien, Erstausstrahlung: ARD, 8. November 2010, Inhaltsangabe (Memento vom 23. August 2011 im Internet Archive) der ARD.